# Magonia
Magonia é um género botânico pertencente à família Sapindaceae.